# Львівська обласна клінічна психіатрична лікарня
Льві́вська обласна́ кліні́чна психіатри́чна ліка́рня — психіатричний заклад у Львові.

## Історія створення
На початку XV століття на території, де розташована лікарня, був ліс. У 1425 році міська Управа доручила пану Гольдбергу викорчувати цей ліс під управну землю. Частина лісу була залишена Гольдбергом як парк. У 1570 році на цій території налічувалось 12 сільських господарств. Тут також збудовано млин і цегельний завод. У 1870 році на цьому місці розпочато будівництво «дому для божевільних».
За переказами, місцевість від прізвища Ґольдберґ було названо «Гольдберґгоф», що означає Гольдберґове подвір'я, пізніше «Гольдпарк». З часом ця назва поступово трансформувалась, і в кінцевій своїй формі набула звучання «Кульпарків». З приєднанням Кульпаркова до міста він став однойменною дільницею Львова майже в кінці Кульпарківської вулиці.
До XVIII століття в Галичині психіатричної допомоги населенню практично не існувало. Частина психічно хворих жила при монастирях, потрапляла в місця позбавлення волі, а основна їхня маса жила і помирала серед населення. Перший заклад для психічно хворих у Галичині був організований за часів Габсбургів 1790 року у формі психіатричного відділення крайової лікарні у Львові при вул. Піярів (нині вул. Юрія Руфа). Спочатку відділення було двостатеве: одне для чоловіків, друге для жінок. 15 травня 1875 року ці відділення були перенесені у заново збудовані, спеціально для психічно хворих, будинки у передміському селі Кульпарків (тоді біля Львова). 25 травня цього ж року було затверджено статут кульпарківського закладу «для божевільних», згідно з яким з 1 січня 1876 року зазначені відділення реорганізовано в самостійну психіатричну установу.
В той же час, в 1876—1880 роках Кульпарківський заклад мав ще дві філії: в м. Перемишлі — для хворих жінок і в м. Жовква — для чоловіків.
На початку заклад здійснював здебільшого функцію лише утримання і догляду за хворими. З часом, за польських часів (1918—1939 роках) набуло вже певного значення активне лікування хворих.
Приєднання українських земель у 1939—1940 роках, зокрема Галичини, до СРСР започаткувало новий етап в подальшому розвитку і діяльності лікарні. Проте друга світова війна та німецька окупація на певний час, 1941—1944 роки, загальмували цей розвиток. Тоді багато хворих померло через інфекційні захворювання, відлюдування і холоду. Майно в лікарні запропастилося, частина будинків зазнала руйнування.
Після закінчення війни лікарню відреставровано, вирішено ряд питань благоустрою. Лікарню оснащено потрібним обладнанням та інвентарем, укомплектовано додатковими кадрами медичних працівників, здійснено поглиблену спеціалізацію стаціонарної психіатричної допомоги, проведено значну роботу з удосконалення методів обстеження і лікування хворих.

## Назва лікарні в різні періоди
- 1876—1918 роки — «Крайовий заклад для божевільних в Кульпаркові»;
- 1919—1939 роки — «Державний заклад для психічно хворих в Кульпаркові»;
- 1940—1959 роки — «Львівська республіканська психоневрологічна лікарня»;
- 1960—1974 роки — «Львівська обласна психіатрична лікарня»;
- 1975—1991 роки — «Львівська обласна психіатрична лікарня імені академіка Віктора Протопопова»;
- 1992—2006 роки — «Львівська обласна державна клінічна психіатрична лікарня»;
- 2006—2019 роки — Комунальний заклад «Львівська обласна клінічна психіатрична лікарня»;
- від 2019 року — Комунальне некомерційне підприємство Львівської обласної ради «Львівська обласна клінічна психіатрична лікарня» (скорочено — КНП ЛОР «ЛОДКПЛ»).
- Скорочена назва Центр психічного здоров'я «Кульпарків».

З минулого століття на території лікарні містилися її допоміжні лікувальне та господарство з тваринницькими фермами, яке у 1960 році було перенесене за межі лікарні, в межах теперішніх вулиць Кульпарківської, Володимира Великого та Наукової. У 1973 році через житлову забудову цих територій допоміжне господарство було остаточно ліквідоване.
Поряд з лікарнею, де нині проходить вул. Володимира Великого, існував лікарняний цвинтар. Наприкінці 1970-х років у зв'язку з міською забудовою цей цвинтар ліквідовано, а тлінні рештки померлих були рідними перенесені на інші міські цвинтарі. Колишнього (у 1925—1927 роках) директора закладу Романа Загульського коштом лікарні перепоховано на Личаківському цвинтарі.
У лікарні були власна пекарня, бійня, ковбасний цех, холодильні камери, основний і запасний харчоблоки з всіма необхідними цехами, оснащені паровими казанами, механізована пральня та інші технічні служби. З часом необхідність деяких цих служб відпала. Колись їжа до лікарняних корпусів доставлялась вагонетками на рейках, тепер на спеціально сконструйованому автопричепі. В головному лікувальному корпусі їжа на вищі поверхи подавалась двома спеціальними механічними ліфтами, які під час останньої війни були демонтовані, а шахти забудовані. Лікарня мала свою залізничну гілку, підведену до приймального відділення, яка служила для постачання до лікарні більших вантажів, а також для групових перевезень хворих. Тепер ця гілка вкорочена і експлуатується для складських потреб заводом «Кінескоп».
Будівництво лікарні велось у періоди:
- 1870—1875 роки — збудовано головний лікувальний, а також економічний, нині, адміністративний, корпуси. В центральній частині головного корпусу була велика внутрішня каплиця.
- 1891—1894 роки — збудовано два додаткових лікувальних корпуси, де нині розміщені туберкульозне й інфекційне відділення. 1905—1907 роках — збудовано по колу шість окремих лікувальних павільйонів, будинок приймального відділення, інфекційного відділення (в даний час аптека), прозекторської, стаціонарної дезкамери, три житлові будинки при в'їзді на територію лікарні (нині лікувальні корпуси) та інші.
- 1905 року — фірмою Захаревича-Сосновського збудована водонапірна вежа (автор проєкту — архітектор Альфред Захаревич). У 1920-х на початку 1930-х років, під час оновлення інфраструктури лікарні, вежу було реконструйовано, а саме, переробили її на двохрезервуарну, додано додаткові залізобетонні опори та сходи, укріплено фундамент[3].
- 1914 року — в частині лікарняних корпусів на підлогу покладена керамічна плитка.
- 1924 року — лікарня електрифікована за проектом зав. кафедри електричних пристроїв Львівського політехнічного інституту проф. Т. Сокольницького.
- 1926 року — лікарню телефонізовано.
- 1930 року — збудовано власний водогін із забором води в с. Малечковичі, що за Сокільниками. 1960 року рішенням міськради цей водогін вилучено із лікарні та приєднано до загальноміської водопостачальної системи. На території лікарні збудовано комплекс унікальних очисних споруд з біофільтрами. 1964 року вони були демонтовані через підключення каналізаційної мережі лікарні до міської каналізаційної системи. Згодом проведена суцільна газифікація і завершено монтаж центрального водяного опалення. Раніше в восьми окремих лікувальних корпусах було повітряне опалення. В головному корпусі і в решті будинків — пічне. У 1982 році водяне опалення лікарні підключено до міжвідомчої дільничної казанної, що поруч лікарні. 1988 року — збудовано комплекс нових корпусів лікувально-виробничих майстерень.

## Парк
Парк «Кульпарків» — парк у Франківському районі міста Львова, у місцевості Кульпарків. Розташований на території Львівської обласної клінічної психіатричної лікарні та має площу 16 гектарів. Парк складається з трьох земельних ділянок: 15,29 га у користуванні Львівської облради, 0,5 га Франківської районної адміністрації Львівської міськради та 0,4 га комунального підприємства «Львівський обласний медичний центр превенції та терапії узалежнень».
28 червня 2024 року, на сесії Львівської обласної ради депутати прийняли рішення оголосити парк «Кульпарків» заповідною зоною. За створення нового об'єкту природно-заповідного фонду проголосували 44 депутати.

## Пацієнти
- Ісидор Дідушицький (1842—1888, Кульпарків) — письменник, 12 листопада 1863 року під час наради у готелі «Жорж» поліцією були заарештовані кілька учасників антиросійського повстання 1863—1864 років, зокрема і його[5].
- Франко Ольга Федорівна (Хоружинська)